# Dogmă
Dogma (din greacă δόγμα, „părere”) este un postulat religios, considerat de adepții religiei respective drept adevăr absolut. Criticii gândirii dogmatice, între care Immanuel Kant, au reproșat acesteia rezistența la critica rațiunii pure. Dogma este o învățătură, teză etc. fundamentală a unei religii care nu poate fi supusă criticii. Sub aspect non-religios, dogma este o teză, doctrină politică, științifică etc. considerată imuabilă și impusă ca adevăr fundamental.

## Dogma în creștinism
În creștinism dogmele sunt adevăruri de credință revelate prin descoperire dumnezeiască, considerate de creștini drept necesare pentru mântuire.
Dogmele tratează subiecte precum Dumnezeu, Sfintele Taine, binele și răul, îngerii, rugăciunea, sfințenia etc.
Dogmatica este disciplina care se ocupă cu studiul sistematic și interpretarea dogmelor.